# Permitivitat del buit
La constant física ε0, comunament anomenada la permitivitat del buit, permitivitat de l'espai lliure o constant elèctrica és una constant física (de referència) ideal, que és el valor de la permitivitat dielèctrica absoluta (no relativa) del buit clàssic. El seu valor és:
ε0 ≈ 8,85418... × 10−12 Farads per metre (F·m−1).
Els punts suspensius "..." no constitueixen una inexactitud experimental (el valor és exacte), sinó l'error introduït pel truncament d'un valor decimal que no acabat.
Aquesta constant es refereix a les unitats de càrrega elèctrica amb relació a magnituds mecàniques, com la longitud i la força. Per exemple, la força entre dues càrregues elèctriques separades (en el buit de l'electromagnetisme clàssic) ve donada per la llei de Coulomb: 
{\displaystyle \ F_{C}={\frac {1}{4\pi \varepsilon _{0}}}{\frac {q_{1}q_{2}}{r^{2}}}}
on q1 i q₂ són les càrregues, i r és la distància entre ells. De la mateixa manera, ε0 apareix en les equacions de Maxwell, que descriuen les propietats dels camps elèctrics i magnètics i les radiacions electromagnètiques, i els relaciona amb les seves fonts.

## Valor
El valor de ε0 es defineix segons la fórmula
{\displaystyle \varepsilon _{0}={\frac {1}{\mu _{0}c_{0}^{2}}}}
on c0 és el valor definit per la velocitat de la llum en el buit clàssic en unitats del SI, i μ0 és el paràmetre que les Organitzacions de Normalització internacionals anomenen la "constant magnètica" (comunament anomenada la permeabilitat del buit). Com que μ0 té el valor definit 4π × 10-7 H m-1, i c0 té el valor definit 299.792.458 m·s-1, d'aquí resulta que ε0 té un valor definit donat aproximadament per
ε0 ≈ 8,8541878... × 10−12 F·m−1 (o A²·s4·kg−1·m−3 en Unitat base SI, o C²·N−1·m−2 o C·V−1·m−1 en altres unitats del SI).
Els punts suspensius (...) no indiquen la incertesa experimental, sinó la terminació arbitrària en un decimal no recurrent. Els orígens històrics de la constant elèctrica ε0, i el seu valor, s'expliquen amb més detall a continuació.

### Redefinició de les unitats SI
Segons les propostes per redefinir l'amperi com un nombre fix de càrregues elementals per segon, la constant elèctrica ja no tindria un valor fix exacte. El valor de la càrrega de l'electró es convertiria en un nombre definit, no mesurada, fent de μ0 una quantitat mesurada. En conseqüència, ε0 tampoc no seria exacte. Com abans, es definiria per l'equació ε0 = 1 / (μ0 c0²), però ara amb un error de mesurament relacionat amb el fet que en la constant magnètica μ0, aquest error de mesura pot estar relacionat amb l'error de la constant d'estructura fina α:
{\displaystyle \varepsilon _{0}={\frac {1}{\mu _{0}c_{0}^{2}}}={\frac {e^{2}}{2\alpha hc_{0}}}\,}
amb e la càrrega elemental exacta, h la constant de Planck exacta, i c0 la velocitat exacta de la llum en el buit. Aquí es fa ús de la relació de la constant d'estructura fina:
{\displaystyle \alpha ={\frac {\mu _{0}c_{0}e^{2}}{2h}}}
La incertesa relativa en el valor de ε0 per tant, seria el mateix que la de la constant d'estructura fina, actualment 6,8×10−10.

## Terminologia
Històricament, el paràmetre ε0 ha estat conegut amb molts de noms diferents. Els termes "permitivitat del buit" o les seves variants, com a "permissivitat en/del buit", "permitivitat de l'espai buit", o "permitivitat de l'espai lliure" s'han generalitzat. Les organitzacions de normalització en tot el món utilitzen ara "constant elèctrica" com un terme uniforme per aquesta quantitat, i els documents de normes oficials han adoptat el terme (encara que segueixen a la llista els termes més vells com a sinònims).
Un altre sinònim històric era "constant dielèctrica del buit", així com "constant dielèctrica" s'usaven de vegades en el passat en lloc de la permitivitat absoluta. No obstant això, en l'ús modern "constant dielèctrica" típicament es refereix exclusivament a una permitivitat relativa ε/ε0 i àdhuc aquest ús es considera "obsolet" per part d'alguns organismes de normalització que consideren més acurat permitivitat estàtica relativa. Per tant, usar el terme "constant dielèctrica del buit" en lloc de constant elèctrica ε0 es considera obsolet pels autors més moderns, encara que es poden trobar exemples ocasionals que aquest ús continua.
Quant a la notació, la constant es pot denotar per qualsevol {\displaystyle \varepsilon _{0}\,} o {\displaystyle \epsilon _{0}\,}, amb algun dels glifs comuns per la lletra èpsilon.

## Origen històric del paràmetreε0
Com s'ha indicat anteriorment, el paràmetre ε0 és una constant del sistema de mesurament. La seva presència en les equacions ara utilitzades per definir les quantitats electromagnètiques és el resultat de l'anomenat procediment de "racionalització" descrit a continuació. No obstant això, el mètode d'assignació d'un valor és conseqüència dels resultats que prediuen les equacions de Maxwell que, en l'espai lliure, les ones electromagnètiques es mouen amb la velocitat de la llum. Entendre per què ε0 té aquest valor requereix una petita explicació de la història de com es van desenvolupar els sistemes electromagnètics de mesura.

### Racionalització d'unitats
Els experiments de Coulomb i altres, van demostrar que la força F entre dues "quantitats" puntuals d'electricitat, situades a una distància r de separació, en l'espai lliure, ve donada per una fórmula que té la forma
{\displaystyle F=\;k_{\mathrm {e} }Q^{2}/r^{2},}
on Q és una magnitud que representa la quantitat d'electricitat present en cada un dels dos punts, i ke és la constant de Coulomb. Si es comença, sense restriccions, llavors el valor de ke pot ser elegit arbitràriament. Per a cada elecció diferent de ke hi ha una “interpretació” diferent de Q: Per evitar confusions, a cada diferent "interpretació" se li ha d'assignar un nom distintiu i símbol.
En un dels sistemes d'equacions i unitats creades el segle xix, anomenat el "centímetre-gram-segon sistema electroestàtic d'unitats" (el sistema cgs esu), a la constant ke se li va donar el valor 1, i llavors la quantitat ara anomenada "càrrega gaussiana elèctrica" qs va ser definida segons l'equació següent 
{\displaystyle F={q_{s}}^{2}/r^{2}.}
La unitat de càrrega gaussiana, el statcoulomb, és tal que dues unitats, separades una distància d'1 centímetre, es repel·leixen entre elles amb una força igual a la unitat cgs de força, la dina. Així, la unitat de càrrega gaussiàna també es pot escriure 1 dina1/2 cm. La "càrrega elèctrica gaussiana" no és la mateixa quantitat matemàtica que la càrrega elèctrica moderna (mks) i no es mesura en coulombs.
Posteriorment es va desenvolupar la idea segons la qual seria millor, en situacions de geometria esfèrica, incloure un factor 4π en les equacions, com a la llei de Coulomb, i escriure-ho en la forma següent
{\displaystyle F=\;k'_{\mathrm {e} }{q'_{s}}^{2}/4\pi r^{2}.}
Aquesta idea s'anomena "racionalització". Les quantitats q 's i ke' no són les mateixes que les de la convenció anterior. Posar ke = 1 genera una unitat d'electricitat de diferent grandària, però encara té les mateixes dimensions que el sistema cgs esu.
El següent pas era tractar la quantitat que representa "la quantitat d'electricitat", com una quantitat fonamental per dret propi, representada pel símbol q, i escriure la llei de Coulomb en la seva forma moderna:
{\displaystyle \ F=q^{2}/4\pi \epsilon _{0}r^{2}.}
El sistema d'equacions així generades es coneix com el sistema d'equacions racionalitzades metro-quilogram-segon sistema d'equacions (mks), o sistema d'equacions "metro-quilogram-segon-ampere (mksa)". Aquest és el sistema utilitzat per definir les unitats del SI.
A la nova quantitat q se li dona el nom de "càrrega elèctrica mks", o (en l'actualitat) només "càrrega elèctrica". Evidentment, la quantitat qsés utilitzada en l'antic sistema cgs esu està relacionada amb la nova quantitat q per
{\displaystyle \ q_{s}=q/(k'_{\mathrm {e} }\epsilon _{0})^{1/2}.}

### Determinació del valor deε0
Es pot afegir ara el requisit de què es vol mesurar una força en newtons, la distància en metres, i la càrrega que s'ha de mesurar en la unitat pràctica pels enginyers, el coulomb, que es defineix com la càrrega acumulada quan un corrent d'1 amperi flueix durant un segon. Això demostra que el paràmetre ε0 ha de tenir assignades les unitats C² · N-1 · m-2 (o unitats equivalents-en la pràctica a "farads per metre").
Per tal d'establir el valor numèric de ε0, es fa ús del fet que si s'utilitzen les formes racionalitzades de la llei de Coulomb i la llei de la força d'Ampère (i altres idees) per desenvolupar les equacions de Maxwell, llavors la relació esmentada es comprova que existeix entre ε0, μ0 i c0. En principi, es té l'opció de decidir si fer del coulomb o de l'ampere la unitat fonamental de l'electricitat i el magnetisme. Internacionalment es va prendre la decisió d'utilitzar l'ampere. Això significa que el valor de ε0 es determina pels valors de c0 i μ0, com s'ha indicat anteriorment. Per a una breu explicació de com es determina el valor de μ0, vegeu l'article sobre la μ0.

## Permitivitat dels medis reals
Per convenció, la constant elèctrica ε0 apareix en la relació que defineix el camp de desplaçament elèctric D en termes del camp elèctric E i P densitat de polarització elèctrica clàssica del medi. En general, aquesta relació té la forma:
{\displaystyle \mathbf {D} =\varepsilon _{0}\mathbf {E} +\mathbf {P} }.
Per a un dielèctric lineal, P es suposa que és proporcional a E, però es pot donar un retard en la resposta, i una resposta espacial no local, la qual cosa dona lloc a:
{\displaystyle \mathbf {D} (\mathbf {r} ,\ t)=\int _{-\infty }^{t}dt'\int d^{3}\mathbf {r} '\ \varepsilon (\mathbf {r} ,\ t;\mathbf {r} ',\ t')\mathbf {E} (\mathbf {r} ',\ t')}
Si la no localitat y la demora en la resposta no són importants, el resultat és:
{\displaystyle \mathbf {D} =\varepsilon \mathbf {E} =\varepsilon _{r}\varepsilon _{0}\mathbf {E} }
on ε és la permitivitat i εr és la permitivitat estàtica relativa. En el buit, la polarització P = 0, i εr = 1 i ε = ε0.